# Tomasz Kałużny
Tomasz Kałużny (ur. 14 lutego 1980 w Jeleniej Górze) – polski biegacz narciarski, mistrz i reprezentant Polski, medalista zimowej Uniwersjady (2001), mistrz świata juniorów w biegu na nartorolkach (2000).

## Życiorys
Był zawodnikiem Julii Szklarska Poręba, MKS Trójwieś Beskidzka Bielsko-Biała, SMS Karpacz Ski-Roll Jelenia Góra, AZS AWF Katowice i LKS Poroniec. Jego pierwszym trenerem był ojciec, Kazimierz Kałużny.
Jego największym sukcesem narciarskim na arenie międzynarodowej był brązowy medal w sztafecie podczas Zimowej Uniwersjady (2001), z Januszem Krężelokiem, Adamem Kwakiem i Marcinem Roszkowskim. Reprezentował też Polskę na mistrzostwach świata juniorów w 2000 (40 m. - 10 km stylem dowolnym, 19 m. - sztafeta 4 x 10 km).
Jako junior odnosił też sukcesy w biegach na nartorolkach. W 1998 zajął 1. miejsce, a w 1999 podczas World Games w tej dyscyplinie sportu. W 2000 został mistrzem świata juniorów na dystansie 9,4 km, a na dystansie 18,8 zajął 2. miejsce.
Na mistrzostwach Polski seniorów zdobył 27 medali:
- złote medale: 10 km stylem klasycznym (2003), bieg łączony na 20 km (2001, 2002), 30 km stylem dowolnym (2000, 2002, 2003), 50 km stylem klasycznym (2004, 2005), sztafeta 3 x 5 km (2001), sztafeta 4 x 10 km (2008)
- srebrne medale: sprint (2002), 15 km stylem dowolnym (1999, 2000), 30 km stylem dowolnym (2001, 2010), 30 km stylem klasycznym (1999), 50 km stylem dowolnym (2006), sztafeta 3 x 5 km (1998), sztafeta 4 x 10 km (2009)
- brązowe medale: sprint (2003), 10 km stylem klasycznym (2000), 10 km stylem dowolnym (2006), 15 km stylem klasycznym (2001), 30 km stylem dowolnym (1998), 50 km stylem dowolnym (2001), 50 km stylem klasycznym (2002), sztafeta 4 x 10 km (2007)

W 2005 i 2006 zwyciężył w Biegu Gwarków.
W 2011 został radnym Rady Miasta Jeleniej Góry kadencji 2010-2014 (zastąpił Jerzego Lenarda), w 2013 został przewodniczącym klubu radnych Platformy Obywatelskiej